# 42-й Нью-Йоркский пехотный полк
42-й Нью-Йоркский пехотный полк (42nd New York Volunteer Infantry Regiment, также Tammany Regiment) — представлял собой один из пехотных полков армии Союза во время Гражданской войны в США. Полк был сформирован в июне 1861 года и участвовал во всех сражениях на востоке страны от сражения при Бэллс-Блафф до сражения на Иерусалимской дороге. Полк был расформирован 13 июля 1864 года из-за истечения срока службы. Полк известен также участием в отражении «Атаки Пикетта» под Геттисбергом.

## Формирование
Полк был сформирован в Грейт-Нек полковником Уильямом Кеннеди по распоряжению военного департамента и при содействии общества Tammany Society и оборонного комитета Нью-Йорка. 22-28 июня 1861 года полк был принят на службу в армию США сроком на 3 года. Все роты полка были набраны в Нью-Йорке.
Первым командиром полка стал полковник Уильям Кеннеди. Первым подполковником стал Майкл Лохэни, но он уволился 5 июля и его место занял подполковник Мильтон Когсвелл.

## Боевой путь
Около месяца полк простоял в лагере на Лонг-Айленде, а 18 июля был отправлен в Вашингтон, где некоторое время стоял в лагере, а затем был отправлен в Пулвилл (Мериленд) и был включён в бригаду Чарльза Стоуна. 22 июля полковник Кеннеди умер, полковником стал Уильям Когсвелл, а капитан Джеймс Муни из роты А стал подполковником. Капитан Петер Боуи из роты В стал майором.
15 октября полк стал частью бригады Гормана в составе дивизии Чарльза Стоуна, которая была развернута на берегу реки Потомак и называлась также «Обсервационный корпус».
21 октября 1861 года полк участвовал в сражении при Бэллс-Блафф. В бою было задействовано 5 рот, которыми командовал полковник Когсвелл. Они переправились через Потомак, заняли позицию левее 71-го Пенсильванского полка и одного орудия батареи Воуна, но под ударом южан вынуждены были отступать к переправе. В сражении были убиты 3 офицера, 24 рядовых, ранено 6 человек, а 6 офицеров и 95 рядовых попало в плен. Пленным оказался и сам полковник Когсвелл.
В январе полк был включён в бригаду Бёрнса (дивизии Седжвика); 7 января Эдмунд Чарльз стал полковником. 19 февраля капитан Джордж Бомфорд (рота В) стал подполковником. В марте полк был направлен в Харперс-Ферри, затем в Чарльзтаун и Берривилл, оттуда — к Винчестеру. 22 марта полк был переброшен на Вирджинский полуостров в форт Монро и включён в бригаду Наполеона Дейна в составе дивизии Джона Седжвика (II корпус Потомакской армии).